# Sociedad Progresiva Femenina
La Sociedad Progresiva Femenina fue una organización española fundada por Ángeles López de Ayala, activista feminista, que tenía como objetivo propugnar los valores feministas y dedicó el grueso de su existencia a defender el laicismo, el republicanismo, el librepensamiento y los derechos laborales defendidos por el movimiento obrero. Solo en la etapa final de su historia se centraría en los derechos de carácter puramente político de las mujeres, como el sufragio. Su actividad se centró en Cataluña, principalmente en la ciudad de Barcelona, y se puede considerar como la sucesora de la Sociedad Autónoma de Mujeres de Barcelona.

## Desarrollo sociopolítico

### Etapa inicial
En sus inicios, la Sociedad Progresiva Femenina se conformó como la asociación feminista más reconocida en España, aunque sus acciones se limitaban a Cataluña. Su principal propulsora, Ángeles López de Ayala, fue ayudada por otras conocidas feministas como Teresa Claramunt o Amalia Domingo Soler. Las tres luchaban por una misma causa, el feminismo, pero al mismo tiempo tenían diferencias políticas. Ángeles López de Ayala era una mujer principalmente republicana, masona y librepensadora, mientras que Teresa Claramunt se declaraba anarquista y Amalia Domingo Soler espiritista. Esta primera etapa feminista de la Sociedad Progresiva Femenina se basaría en apartar a las mujeres de la influencia clerical, en transmitir los valores del republicanismo, el laicismo, y el librepensamiento. En cambio,no incidiría, de momento, en cuestiones puramente políticas como el sufragio. De hecho, argumentarán que sin la previa emancipación de la mujer moral e intelectualmente, legalizar el voto femenino se traduciría en reforzar a los partidos conservadores y favorables a la iglesia.
Con el propósito de transmitir los valores feministas, librepensadores, anticlericales y republicanos, la Sociedad Progresiva Femenina mantuvo durante toda su trayectoria una serie de escuelas (diurnas para los niños y niñas y nocturnas para las personas adultas), financió el llamado   colegio libre y organizó compañías de teatro que actuaron en espacios obreros. Se produjo así un acercamiento progresivo al movimiento obrero y a las cuestiones políticas. Ángeles López de Ayala fundó la revista oficial de la sociedad, El Gladiador, destinada a la causa feminista. Tras los sucesos de la Semana Trágica,en 1910, fue sustituida por la revista El libertador ese mismo año, que se autoproclamaba defensora de las mujeres y el librepensamiento. 
Desde un primer momento, la sociedad progresiva se relacionó con el partido radical de Lerroux, y este acercamiento se fortaleció con el paso de los años. Su actuación se centró en secularizar las costumbres y la acción social de las mujeres, a la educación emancipada de la religión  y a la formación de las mujeres en valores cívicos.

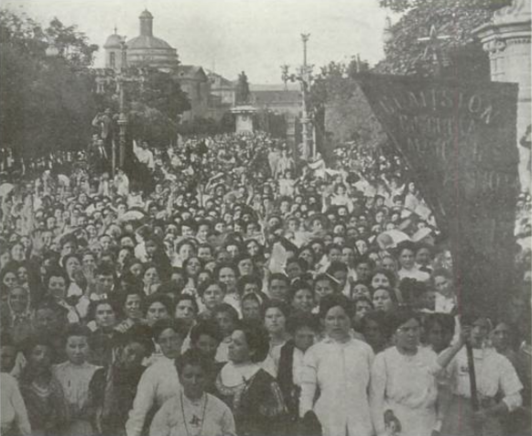
Manifestación convocada por Ángeles López de Ayala, principal precursora de la Sociedad progresiva femenina, en 1910.

### Etapa final
Esta etapa se caracterizaría por el definitivo acercamiento hacia los propósitos lerrouxistas. Las damas radicales, que representaban al republicanismo radical lerrouxista, comenzaron a compartir vínculos con la Sociedad Progresiva. Además, tendría lugar en 1910 la primera y más importante manifestación feminista realizada hasta entonces, y que reclamaba, por primera vez y quizá por la influencia de las damas radicales, derechos políticos para las mujeres. Esta manifestación tuvo lugar bajo el apoyo de Partido Radical de Lerroux y organizada por Ángeles López de Ayala. En 1918, diversas asociaciones como La Mujer del Porvenir, la Asociación Concepción Arenal y la misma Sociedad Progresiva Femenina, se esforzaron en formar un proyecto que ampliara los límites regionales, actuando en nombre del progreso de la mujer a nivel nacional. El resultado fue el de la formación del Consejo Feminista de España y la Liga Española para el Progreso de la Mujer o Asociación Nacional de Mujeres Españolas, que envió, en 1919, la primera petición integral de voto femenino al parlamento. En ese mismo año, 1919, López de Ayala había asumido la necesidad del sufragio universal.
La Sociedad Progresiva Femenina se extinguió en 1920. Aunque no podemos afirmarlo, es probable que el establecimiento de una liga a nivel nacional y la enfermedad de su principal propulsora, Ángeles López de Ayala; fueran la causa principal de su desaparición. 